# Giudizio di Mida
Il Giudizio di Mida della Galleria Nazionale di Parma è un dipinto datato 1505-1510 a olio su tavola (24,8x25,4 cm) di Cima da Conegliano.

## Storia
L'opera entrò nella collezione della Galleria, assieme al suo pendant, il Endimione dormiente, attraverso la collezione Dalla Rosa-Prati, erede di Scipione Dalla Rosa. Scipione fu uno dei protagonisti più attivi nella vita culturale del primo Cinquecento Parmense, fu infatti tramite tra il giovane Correggio e la Badessa Giovanna da Piacenza, ma anche nipote di Bartolomeo Montini, già committente di Cima di Conegliano per la Pala Montini. Non si sa ancora quale destinazione avesse questa tavola e il suo pendant, ma si suppone fossero parte di uno strumento musicale a tastiera oppure parte di un cassone nuziale.

## Descrizione
Il soggetto deriva dall'opera di Luciano, i Dialoghi degli dei, e ha come tema la gara musicale tra Apollo e Pan. Mida, preferendo il secondo, è oggetto dell'ira del dio che gli fa spuntare le orecchie di asino. Come il pendant raffigurante Endimione dormiente, il tema si inquadra nel gusto rinascimentale per il mito in cui arte e natura si fondono.